# Nazionalismo arabo

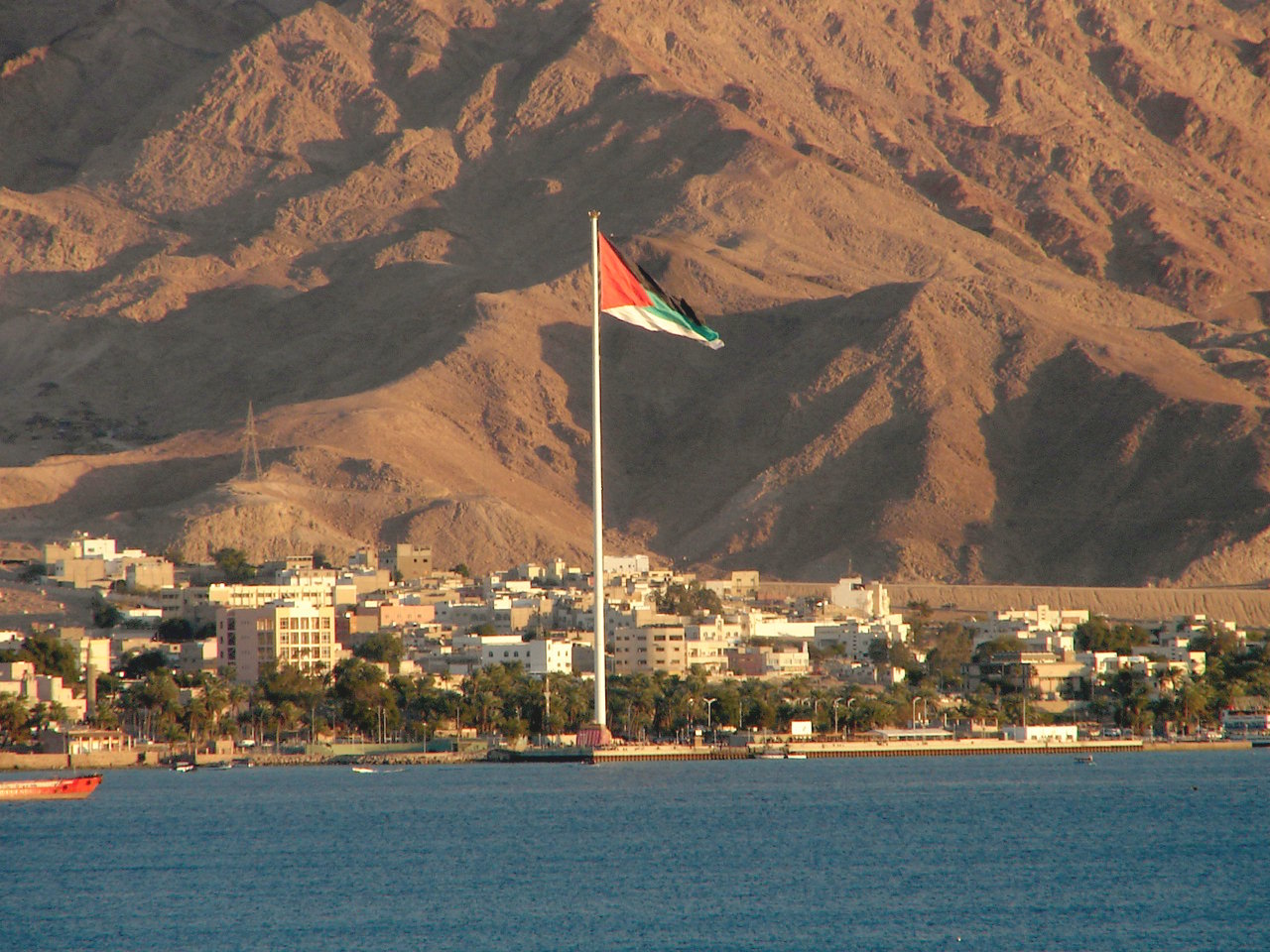
La bandiera della Rivolta araba ad Aqaba, in Giordania, issata all'interno del golfo omonimo

La bandiera della rivolta araba contro l'Impero ottomano è un simbolo del nazionalismo arabo. I colori sono presenti in molte bandiere degli Stati arabi

Il nazionalismo arabo (in arabo القومية العربية‎?, al-Qawmīya al-ʿArabīya) è un'ideologia nazionalista comune al mondo arabo che emerse nel XIX secolo e rivestì un ruolo importante nella storia del Medio Oriente nel corso del XX secolo. Si fonda sull'idea che gli arabi costituiscano una nazione e ne glorifica il retaggio storico e culturale. Emerso tra la borghesia araba in seguito alla Nahda, esso individuò come obiettivo dapprima la liberazione dal dominio ottomano e in seguito dall'influenza politica occidentale, specie nell'ambito del conflitto arabo-israeliano. Le principali forme di nazionalismo arabo ad emergere nel XX secolo furono il nasserismo, il socialismo arabo e il ba'thismo, mentre il panarabismo è strettamente connesso. Tendenzialmente laico, l'influenza del nazionalismo arabo declinò in seguito alla sconfitta araba nella guerra dei sei giorni.

## La nascita del nazionalismo arabo
Durante la prima guerra mondiale, i britannici disegnarono e produssero una bandiera che rappresentasse il nazionalismo arabo. Mark Sykes creò il nero, il bianco e il rosso, le cui variazioni sono ancora presenti sui vessilli di numerosi Paesi arabi. La bandiera fu originariamente concepita per le forze armate higiazene dello sceriffo della Mecca al-Husayn ibn Ali.

Ad esse si aggiunge anche la vecchia bandiera della Repubblica Araba Unita e poi della Repubblica Araba di Siria:

L'orientamento politico dei nazionalisti arabi negli anni precedenti la prima guerra mondiale fu in genere improntata alla moderazione. Le loro richieste erano di natura squisitamente riformatrice, limitate per lo più alla richiesta di autonomia all'interno dell'Impero ottomano, a un maggior uso della lingua araba nel campo dell'istruzione e al servizio militare espletato sul proprio territorio. Una qualche radicalizzazione seguì alla rivoluzione del 1908 dei "Giovani Turchi" e al programma di turchizzazione imposto dal nuovo Comitato d'unione e progresso. Tuttavia il nazionalismo arabo non era ancora un movimento di massa, persino nella Siria in cui esso era più forte a causa dell'ambizioso piano di dare vita appena possibile a una "Grande Siria" che incorporasse la Siria stessa, il Libano, la futura Giordania e la Palestina. Numerosi arabi accordarono prioritariamente la propria lealtà alla loro religione o movimento religioso, alla loro tribù o al loro proprio governo specifico. Le ideologie dell'ottomanismo e del panislamismo furono forti competitori del nazionalismo arabo.
Nel 1913, intellettuali arabi e alcuni politici s'incontrarono a Parigi nell'ambito del primo congresso arabo. Produssero una serie di richieste per una maggiore autonomia all'interno dell'Impero ottomano. Richiesero anche che i coscritti arabi dell'esercito ottomano non servissero in regioni diverse da quelle loro di provenienza, eccetto in tempo di guerra.
I sentimenti nazionalisti divennero più consistenti durante il collasso che caratterizzò l'autorità ottomana. La brutale repressione delle società segrete a Damasco e Beirut da parte di Jamal Pascià, che mandò a morte patrioti intellettuali nel 1915 e nel 1916, rafforzò i sentimenti anti-turchi, mentre i britannici, per parte loro, incitavano lo sharīf della Mecca a proclamare la rivolta araba durante la prima guerra mondiale. Gli ottomani furono sconfitti e le forze insurrezionali, leali al figlio dello sceriffo della Mecca al-Husayn ibn ʿAlī, Faysal ibn al-Husayn entrarono a Damasco nel 1918. L'unità araba sembrò realizzarsi con l'instaurazione dell'effimero regno di Siria sotto Faysal ma presto le mene anglo-francesi, susseguenti ai segreti accordi Sykes-Picot dovettero deludere le speranze dei nazionalisti, malgrado il loro generoso tentativo messo in atto con la sfortunata battaglia di Maysalun.
Durante la guerra, i britannici erano stati i maggiori sostenitori del pensiero e dell'ideologia nazionalistica araba, usandoli come armi contro il potere ottomano. Tuttavia, gli accordi Sykes-Picot tra Regno Unito e Francia (tenuti accuratamente segreti) previdero la divisione dei territori arabo orientali (il cosiddetto Mashriq fra le due potenze imperialistiche europee. Nel corso degli anni compresi fra i due conflitti mondiali e il periodo del mandato britannico in Palestina, quando le terre arabe pativano sotto il controllo francese e britannico, il nazionalismo arabo divenne un importante movimento anti-colonialistico per combattere il prepotente dominio di Londra e di Parigi.
Importanti pensatori nazionalisti arabi fra le due guerre mondiali furono Amin al-Rihani, Constantin Zureyq, Zaki al-Arsuzi, Michel Aflaq e Sati' al-Husri. Ideologie concorrenti, quali l'islamismo e forme locali di nazionalismo, in special modo quello tutto peculiare libanese, furono promosse da vari intellettuali, in modo predominante da cristiani (fatta ovviamente eccezione per l'islamismo), oltre che da politici. In Libano e in Siria ebbe grande seguito l'ideale che definiva come suo obiettivo strategico la costituzione di una "Grande Siria", per la quale impegnò tutto se stesso, fino a pagare un duro prezzo, un personaggio come Antun Saadeh. Pure il comunismo divenne una forza ideologica di notevole rilevanza, dapprima e in modo più marcato che altrove nell'Iraq, ma più tardi anche in Siria e in Egitto. Tuttavia esso, per vari motivi (ostilità alla libera imprenditoria, tendenziale ateismo e ostilità verso gli ideali sorgenti del panarabismo), esso fu quasi sempre giudicato incompatibile col modo di pensare islamico e cristiano e con i fini del nazionalismo arabo.

## Il nasserismo tra nazionalismo egiziano e nazionalismo arabo
Nasser, il leader dell'Egitto, fu un attore significativo nel processo di sviluppo del nazionalismo arabo. Ostile al controllo britannico sulla zona del Canale di Suez, la sua politica, inizialmente racchiusa all'interno degli orizzonti localistici del nazionalismo egiziano, si spostò sempre più in favore degli ideali del panarabismo, non appena egli si rese conto dell'immenso successo di massa che suscitavano le sue fiere prese di posizione ostili a quelli che, nel secondo dopoguerra, apparivano come gli ultimi disperati tentativi di sopravvivenza d'un colonialismo di stampo ottocentesco ormai agli sgoccioli.

Il nasserismo, pur attento alle prioritarie necessità economiche dell'Egitto, prese sempre più ad agire, da posizioni terzomondiste, sulla scena interaraba, sostanzialmente indifferente agli antichi ideali del panislamismo.
Malgrado un primo periodo di sostanziale simpatia dell'Egitto repubblicano nei confronti degli USA (che avevano imposto assieme a Mosca la fine della guerra che, nel 1956, aveva portato Londra e Parigi (raggiunte sollecitamente da Tel Aviv) ad aggredire l'Egitto, la politica statunitense propugnata dalla cosiddetta dottrina Eisenhower di accerchiamento dell'Unione Sovietica grazie all'istituzione di varie alleanze politico-militari (NATO, SEATO, CENTO), ricevette un grave smacco dal rifiuto opposto dall'Egitto, geloso del suo non-allineamento politico internazionale. Nasser poi fu fortemente irritato dalle ruvide pressioni effettuate sull'Egitto perché si piegasse alla politica statunitense. Per ottenere quei prestiti internazionali di cui il suo Paese aveva bisogno e che gli erano stati negati dalla Banca Mondiale, da sempre di fatto controllata dagli Stati Uniti, Nasser decise di rivolgersi proprio all'Unione Sovietica. Questo fece in buona sostanza franare la strategia statunitense nel Vicino Oriente, tanto più quando alla presa di posizione del Cairo seguì il 14 luglio 1958 il colpo di Stato militare repubblicano del generale iracheno ‘Abd al-Karīm Qāsim (indicato dalla stampa occidentale come Kassem).

## Tentativi unitari
Durante il XX secolo, la rivalità fra Siria ed Egitto per la supremazia minò il processo di unificazione del mondo arabo. Nel 1958, gli stati dell'Egitto e della Siria momentaneamente si unirono per creare una nuova nazione, la Repubblica Araba Unita (RAU). Furono fatti tentativi di includervi anche l'Iraq e lo Yemen del Nord. Questo esperimento, mentre rafforzò la posizione dell'Egitto come elemento centrale della politica interaraba, comportò un indebolimento della Siria. Con la rivoluzione repubblicana in Iraq di quello stesso anno (14-7-1958), le potenze europee temettero le ricadute che sarebbero potute derivare da un forte sentimenti nazionalistico nella regione vicino-orientale. Le potenze straniere non avevano soltanto il timore di un possibile allargamento dei movimenti rivoluzionari negli altri paesi arabi più moderati, ma si preoccuparono anche di perdere il controllo e il loro monopolio sulle risorse naturali petrolifere nell'area. Tuttavia, a causa dello scontento suscitato in Siria dal ruolo egemonico assunto dall'Egitto, e dopo che un colpo di Stato in Siria portò al potere un governo che si fece interprete di una visione maggiormente radicale della politica, la RAU collassò nel 1961. Il nome Repubblica Araba Unita continuò ad essere impiegato in Egitto fino al 1971, dopo la morte di Nasser.
Nel 1972, Muʿammar Gheddafi tentò di unificare Libia, Egitto e Siria in una Federazione delle repubbliche arabe. Tale unione rimase di fatto solo sulla carta e finì nel 1977 a causa delle dispute politiche e territoriali tra presidenti della federazione. Nel 1974, Gheddafi e Habib Bourguiba raggiunsero un nuovo accordo (anche questo assai teorico) e unificare la Libia e la Tunisia perché diventassero una repubblica araba islamica. Il piano fu presto respinto da Bourgiba e si dette invece spazio a un'inefficace unificazione degli stati del Maghreb che più tardi assunse il nome di Unione del Maghreb arabo.

## Ba'thismo
I nazionalisti arabi generalmente rifiutavano il fattore religioso come principale elemento d'identità politica e promuovevano gli ideali unitari arabi senza far riferimento a un'identità di tipo settario. Tuttavia il fatto che molti arabi fossero musulmani fu talora sfruttato come importante elemento costitutivo di una nuova identità araba.
Un esempio di ciò fu Michel ‘Aflaq, fondatore insieme a Salah al-Din al-Bitar e a Zaki al-Arsuzi del partito politico Ba'th. Aflaq, per quanto egli stesso cristiano ortodosso, vedeva l'Islam come retaggio del "genio arabo" e una volta giunse a dire: «Il movimento islamico, rappresentato in maniera esemplare nella vita del suo nobile Profeta, non è stato per gli arabi solo un avvenimento della storia... esso è collegato direttamente all'esistenza stessa degli arabi e ne è un'immagine autentica, un simbolo perfetto e compiuto della loro natura spirituale, delle sue straordinarie potenzialità e del suo orientamento originario». Dal momento che gli arabi avevano conseguito la loro massima gloria tramite l'espansione dell'Islam, l'Islam fu visto come un messaggio universale, così come l'espressione del genio secolare dei popoli arabi. L'Islam aveva dato agli arabi un "glorioso passato", che era ben differente dal "vergognoso presente". In effetti le contraddizioni del presente arabo esistevano perché gli arabi s'erano allontanati dal loro "simbolo eterno e perfetto": l'Islam. Gli arabi avevano bisogno di avere un "rinascimento": significato letterale della parola araba ba‘th.
Nel Vicino Oriente i nazionalismi locali e le alleanze nate in seguito al primo conflitto mondiale, con la genesi di stati nazionali quali la Siria, il Libano e l'Iraq parzialmente competevano e coesistevano con il più vasto sentimento nazionalistico arabo. Le minoranze cristiane mediorientali, come i caldei in Iraq, i maroniti in Libano, i melkiti in Siria, Giordania e Palestina e i copti in Egitto videro con favore l'ascesa del nazionalismo arabo, in quanto connotato da un più compiuto senso di "laicità" rispetto alle precedenti monarchie o emirati, spesso a forte connotazione teocratica.
Il panarabismo è entrato in crisi dopo la guerra dei sei giorni, per lasciare il campo alle opposte tendenze di opposizione: da un lato l'islamismo politico, dall'altro il nazionalismo identitario mono-nazionale.

## Figure del nazionalismo arabo
- Ahmed Ben Bella
- Gamal Abd el-Nasser
- Michel Aflaq
- George Antonius
- Shakib Arslan
- Zaki al-Arsuzi
- George Habash
- Sati' al-Husri
- Abd al-Rahman al-Kawakibi
- Amin al-Rihani
- Constantin Zureyq
- Muʿammar Gheddafi
- Saddam Hussein
- Hafiz al-Asad
- Shukri al-Quwwatli